# Золтан Халмаї
Імріх Золтан Халмаї (угор. Imrich Halmay Zoltán; 18 червня 1881, Висока-при-Мораві, Словаччина — 20 травня 1956, Будапешт) — угорський плавець, дворазовий чемпіон і п'ятиразовий призер літніх Олімпійських ігор.
На літніх Олімпійських іграх 1900 в Парижі Халмаї брав участь в трьох запливах — на 200 м, 1000 м і 4000 м, всі вільним стилем. У першому він виграв півфінал і зайняв у фіналі друге місце. У другому він знову почав з перемоги в попередньому раунді, і посів третє місце в завершальному запливі. В останньому змаганні плавець знову, перемігши в півфіналі, посів другу позицію у фіналі. Після цих ігор Халмаї отримав дві срібні та одну бронзову медалі.
На наступних Іграх 1904 в Сент-Луїсі Халмаї змагався тільки в запливах на 50 і 100 ярдів вільним стилем. У кожній дисципліні виграв по дві гонки (півфінал і фінал) і отримав дві золоті медалі.
Через два роки він брав участь в неофіційних Олімпійських іграх в Афінах. Халмаї став переможцем разом зі своїми партнерами по збірній в естафеті 4×250 м і посів друге місце в запливі на 100 вільними стилем. Однак ці дві медалі не визнаються Міжнародним олімпійським комітетом.
Ще через два роки Халмаї взяв участь у плавальних змаганнях на літніх Олімпійських іграх 1908 в Лондоні. У запливі на 100 м вільним стилем він став переможцем у чвертьфіналі та півфіналі, але став другим у фіналі, отримавши срібну медаль. В естафеті 4×200 м його команда відразу проходила в фінал, так як їй не дісталися суперники на попередніх етапах, і вона посіла в ньому друге місце.